# Vadym Malachatko
Vadym Malachatko (in ucraino Вадим Малахатко?, traslitterazione anglosassone Vadim Malakhatko; Kiev, 22 marzo 1977 – Kiev, 5 giugno 2023) è stato uno scacchista ucraino.
Ha conseguito il titolo di Grande maestro nel 1999, all'età di 22 anni.
Principali risultati:
- 1999 :  secondo nel torneo di Alušta, vinto da Oleksandr Holaščapov;[1]
- 2004 :  pari primo con Petar Genov nell'open di Condom in Francia;[2]
- 2006 :  vince la "Politiken Cup" di Copenaghen;[3]
- 2007 :  pari 2º-4º con Loek van Wely e Aleksej Fëdorov nella "President's Cup" di Baku;[4]
- 2008 :  in gennaio vince, alla pari con Nicat Məmmədov e Valerij Nevjerov, il torneo di Hastings 2007/08;
- 2008 :  in agosto vince l'open di Panevėžys in Lituania;
- 2009 :  vince il torneo "Arcapita Open" in Bahrein;[5]
- 2009 :  in febbraio vince l'open di Rasht in Iran;[6]
- 2010 :  pari primo-terzo con Tigran Ġaramyan e Deep Sengupta nell'open di Cannes;[7]
- 2011 :  vince il "Balagne Open" in Corsica;[8]
- 2013 :  in maggio vince il 31º open del Liechtenstein;[9]
- 2014 : in giugno vince, alla pari con Andrej Sumec', l'open di Zeralda in Algeria;[10]

Ha raggiunto il rating FIDE più alto in ottobre 2008, con 2633 punti Elo.
In aprile 2009 ha cambiato federazione, passando da quella ucraina a quella del Belgio.